# Хусни Тамрин
Хусни Тамрин (индон. Husni Thamrin; 12 октября 1939, Джокьякарта — 29 января 2011, Бекаси) — индонезийский политик, активный участник антикоммунистической кампании 1965—1966, председатель молодёжного союза КАППИ. Руководил демонстрациями и силовыми акциями КАППИ. При «новом порядке» — сторонник президента Сухарто, депутат Совета народных представителей от мусульманской Партии единства и развития. В 1999—2004 — заместитель председателя Народного консультативного конгресса.

## Мусульманский студент
Родился в мусульманской семье. Окончил в Джокьякарте Государственный исламский университет Сунан Калиджага. Изучал исламское богословие, шариат, арабский язык.
С 1964 Хусни Тамрин занимал пост генерального секретаря массовой организации Учащиеся мусульмане Индонезии (PII). Идеология PII отождествляла индонезийский патриотизм с мусульманским вероисповеданием, жёстко отвергала «материалистические учения» (прежде всего коммунизм и либерализм), которые считала губительным колониальным наследием. Ислам при этом рассматривался как религия активного идеалистического действия.
Хусни Тамрин придерживался правых антикоммунистических взглядов. Был непримиримым противником индонезийской компартии (КПИ), негативно относился к левому курсу президента Сукарно.

## Антикоммунистический активист
30 сентября 1965 года прокоммунистическая группа Унтунга совершила попытку государственного переворота в Индонезии. Путч был подавлен, в ответ началась мощная антикоммунистическая кампания. Хюсни Тамрин активно включился в начавшийся разгром КПИ. Участвовал в создании и погромных акциях антикоммунистического Союза действия студентов Индонезии (КАМИ).
11 февраля 1966 года был создан Союз действия учащейся молодёжи Индонезии (КАППИ) — аффилированная с КАМИ антикоммунистическая организация, объединившая в основном школьников старших классов. КАППИ, наряду с КАМИ, являлся одним из ударных отрядов индонезийского антикоммунизма. Активисты Союза сыграли важную роль в «завоевании улицы».
Почти все руководители КАППИ (люди более взрослые, чем рядовые члены) так или иначе происходили из PII. Первым председателем КАППИ стал Хусни Тамрин. Впоследствии политическое председательство он уступил Джулиусу Усману, а сам сосредоточился на организации уличных акций. В то же время именно он вырабатывал ключевые решения Союза.
КАППИ, КАМИ и союзные им организации выдвинули к властям Три народных требования — Tri Tuntutan Rakyat (TRITURA): запрет КПИ и коммунистической идеологии, чистка госаппарата от сторонников коммунизма, снижение потребительских цен. К февралю 1966 году КПИ была разгромлена. Молодёжные союзы переключились на борьбу с президентом Сукарно.
24 февраля 1966 года молодёжная демонстрация попыталась прорваться в президентский дворец. Произошло столкновение с охраной Сукарно, несколько человек погибли. Сукарно ответил запретом КАМИ и арестом ряда молодёжных активистов, в том числе Хусни Тамрина. Начались массовые уличные акции за освобождение арестованных. В одном из уличных столкновений 30 марта был убит 14-летний член КАППИ Ихван Ридван Раис. Хусни Тамрин и его соратники были освобождены.
Выступления КАППИ активно способствовали ликвидации КПИ и отстранению Сукарно от власти. Антикоммунистические демонстрации КАППИ, драки со сторонниками Сукарно отмечались на Центральной Яве и в 1967 году. Активистов КАППИ в этих столкновениях возглавлял Хюсни Тамрин.

## Политик «нового порядка»
После установления «нового порядка» Хусни Тамрин (в отличие от таких деятелей КАППИ и КАМИ, как Джулис Усман или Ариф Будиман) являлся решительным сторонником президента Сухарто. Стоял на позиция Панча Сила в исламском и консервативном прочтении.
В 1966—1969 Хусни Тамрин был председателем PII. С 1973 состоял в Партии единства и развития, объединившей мусульманских активистов «нового порядка». В 1971—1999 являлся депутатом Совета народных представителей.
Политическая активность и карьера Хюсни Тамрина не прервалась и после ухода Сухарто. С 1999 по 2004 он был заместителем председателя Народного консультативного конгресса Амина Раиса. Упорно отстаивал принципы «нового порядка» в изменившейся политической обстановке.
Последние годы Хусни Тамрин проживал в Бекаси. До конца жизни он сохранял высокий авторитет в правомусульманских кругах. Был женат, имел четверых детей. По отзывам родных, семейная жизнь строилась на мировоззренческих принципах Хусни Тамрина.

## Кончина и память
Скончался Хусни Тамрин в возрасте 71 года. На похоронах присутствовали видные индонезийские политики — Акбар Танджунг, Прабово Субианто, Юдойоно.
В надгробных речах отмечались такие качества Хусни Тамрина, как убеждённость и храбрость.

Он был ростом всего 160 сантиметров, но очень храбрым и честным. Такому человеку можно было доверять. Он никогда никого не боялся, хотя коммунисты грозились его убить.

Мухаммад Дедди Джулианто, предприниматель, бывший активист КАППИ